# Pelidnota glabra
Pelidnota glabra är en skalbaggsart som beskrevs av Ohaus 1922. Pelidnota glabra ingår i släktet Pelidnota och familjen Rutelidae. Utöver nominatformen finns också underarten P. g. audureaui.